# Verkehrszentrum (Deutsches Museum)
A Verkehrszentrum a Deutsche Museum közlekedéssel kapcsolatos külső kiállítása, közlekedési múzeum Münchenben, Németországban.
A múzeum kiállítása három hatalmas csarnokban foglal helyet, melyek három különböző témát dolgoznak fel: 
- Stadtverkehr (Halle I) – városi közlekedés;
- Reisen (Halle II) – Utazás;
- Mobilität und Technik (Halle III) – Mobilitás és technika.

A kiállítás alapterülete 12 ezer m², melyben megtalálható többek között több nagyvasúti jármű (mozdonyok, vasúti kocsik), villamosok, személyautók, autóbuszok, közlekedési lámpák és táblák, egy terepasztal, lovas kocsik, makettek, diorámák és az utazáshoz szükséges használati tárgyak. Ezen kívül az épületen belül egy kávézó is található.
A múzeum 2003 májusában nyílt meg.

## Kiállítási csarnokok

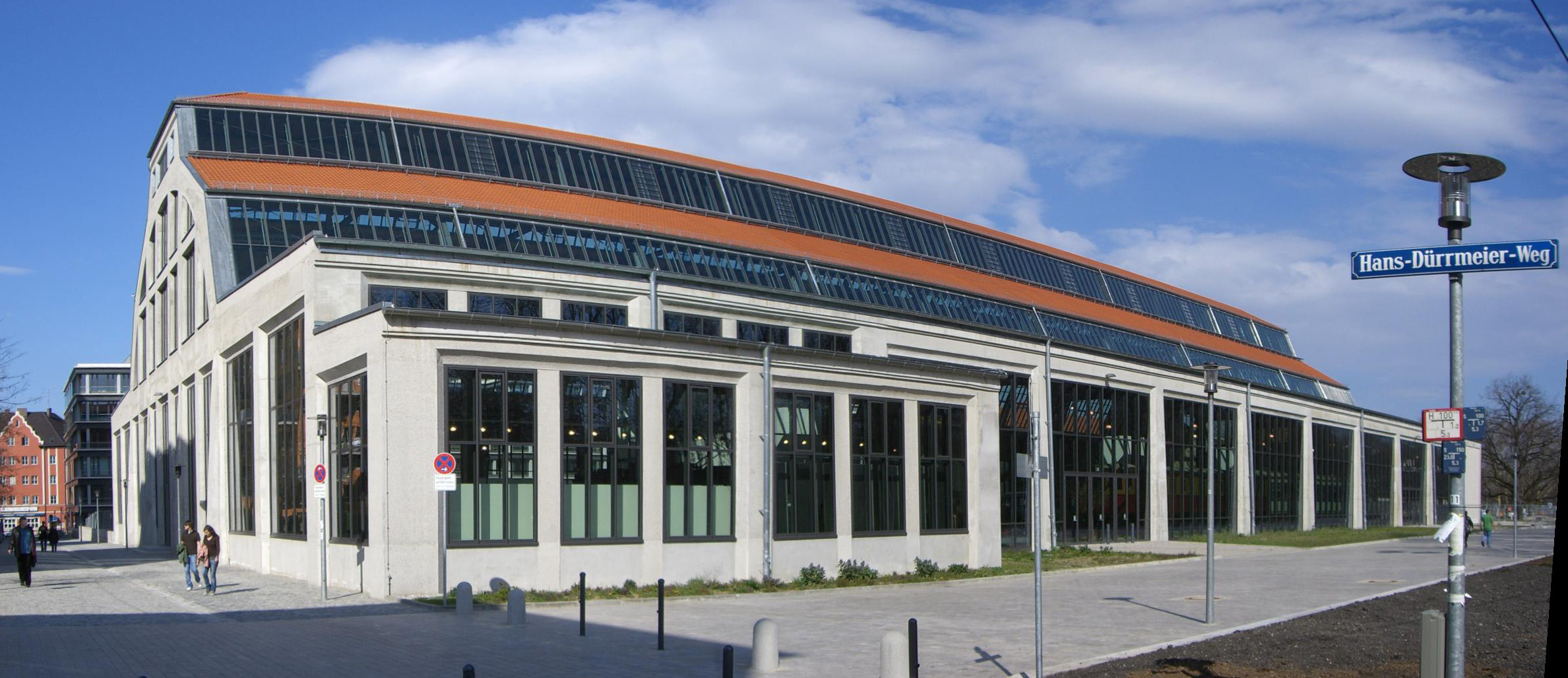
Halle I
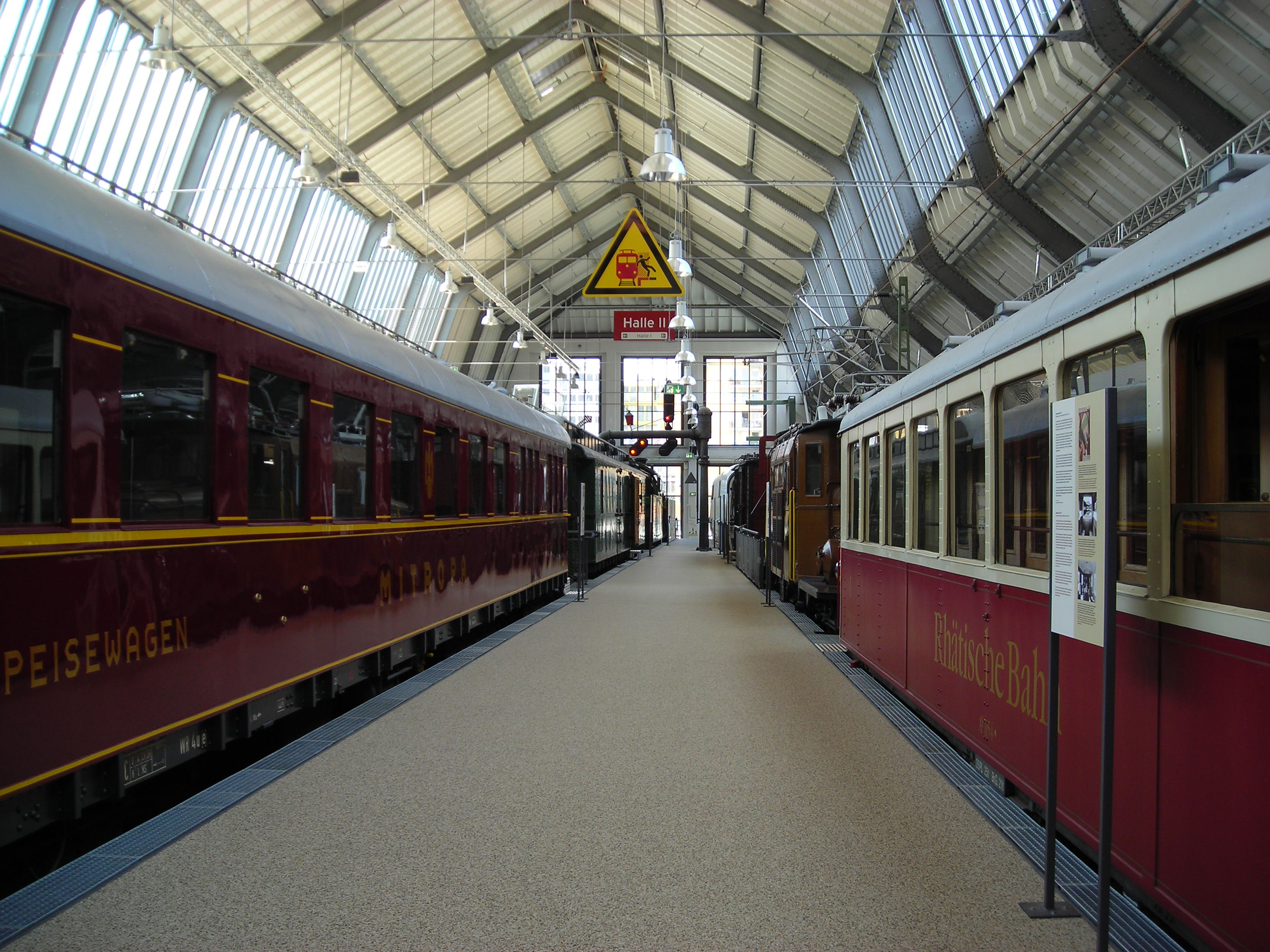
Halle II
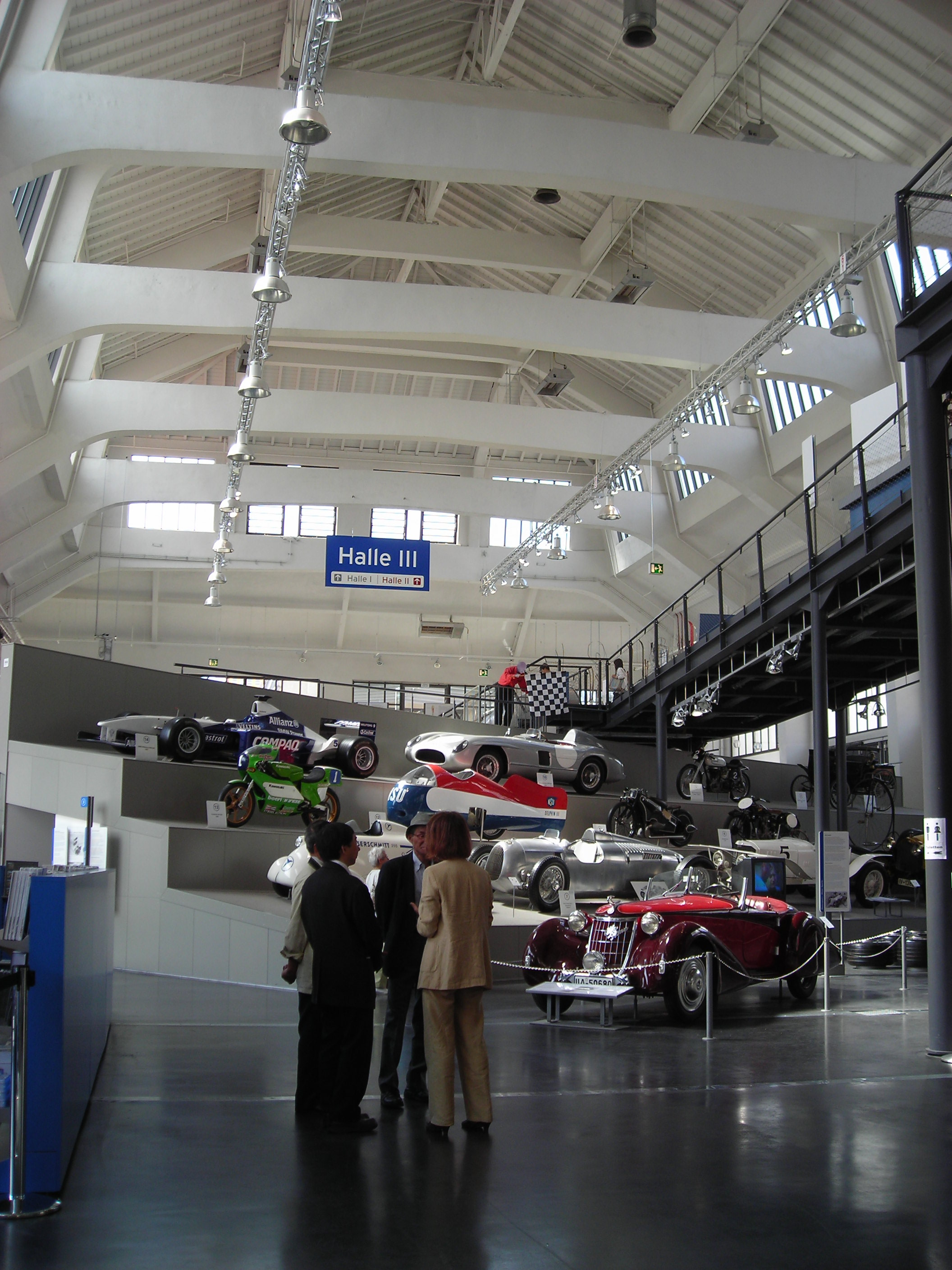
Halle III